# HD 91942
HD 91942, eller r Carinae, är en orange ljusstark jätte i stjärnbilden Kölen.
Stjärnan är en misstänkt variabel  som har bolometrisk magnitud +6,07 och varierar med en amplitud av 0,05 magnituder utan någon fastställd periodicitet.. Den befinner sig på ett avstånd av ungefär 1560 ljusår.